# Hesthesis montana
Hesthesis montana är en skalbaggsart som beskrevs av Carter 1928. Hesthesis montana ingår i släktet Hesthesis och familjen långhorningar. Inga underarter finns listade i Catalogue of Life.